# Manola Diez
Manola Diez  (Monterrey, Új-León, Mexikó, 1974. június 28. –) mexikói színésznő.

## Élete és pályafutása
1974. június 28-án született Monterreyben. Szülei  Humberto Fernández Diez és Aurora Diez de Pinos. Első szerepét 1997-ben kapta.
1998-ban Victoriát alakította a Soñadoras – Szerelmes álmodozókban. 2000-ben a Barátok és szerelmek című sorozatban kapott szerepet.
2010-ben Maya szerepét kapta a A szerelem diadala című sorozatban. 2011-ben az Esperanza del corazónban játszott.
2013-ban megkapta Lucecita szerepét Az örökség című telenovellában.

## Filmográfia

### Telenovellák
- Lucia - A sors üldözöttje (Los miserables) (2014) - Ivanna Echeverría
- Az örökség (La Patrona) (2013) - Luz "Lucecita"
- Esperanza del corazón (2011) - Paulina
- A szerelem diadala (Triunfo del amor) (2010-2011) - Maya
- A csábítás földjén, Riválisok (Soy tu dueña) (2010)
- Lola, érase una vez (2007) - Amélia de Von Ferdinand
- Rebelde (2004-2006) - Josefina "Pepa"
- Clase 406 (2002-2003) - Violeta
- Carita de ángel (2000) - Carmina
- Barátok és szerelmek (Locura de amor) (2000) - Melissa
- Infierno en el paraíso (1999) - Azela
- Tres mujeres (1999) - Ximena
- Soñadoras – Szerelmes álmodozók (Soñadoras) (1998) - Victoria "Vico" Holes
- Preciosa (1998) - Inés
- Salud, dinero y amor (1997-1998) - Lorena
- Pueblo chico, infierno grande (1997) - Cleotilde (fiatal)
- Monte Calvario (1986) - Melissa (gyermek)

### Sorozatok
- La Rosa de Guadalupe
- ¿Y ahora qué hago? (2007)
- Otro rollo (2004-2007)
- Mujer, Casos dela vida real
- Gran Canal 2 (2003)
- Hoy
- VidaTv
- Big Brother Vip 3
- Big Brother México
- Mi generación (1997-1998) - Claudia

## Fordítás
- Ez a szócikk részben vagy egészben  a   Manola Diez című spanyol Wikipédia-szócikk fordításán alapul.  Az eredeti cikk szerkesztőit annak laptörténete sorolja fel. Ez a jelzés csupán a megfogalmazás eredetét és a szerzői jogokat jelzi, nem szolgál a cikkben szereplő információk forrásmegjelöléseként.